# Condado de Grayson (Kentucky)
El condado de Grayson (en inglés: Grayson County), fundado en 1810, es uno de 120 condados del estado estadounidense de Kentucky. En el año 2000, el condado tenía una población de 24,053 habitantes y una densidad poblacional de 19 personas por km². La sede del condado es Leitchfield.

## Geografía
Según la Oficina del Censo, el condado tiene un área total de 1323 km² (510,8 mi²), de la cual 1305 km² (503,9 mi²) es tierra y 18 km² (6,9 mi²) (1.40%) es agua.

### Condados adyacentes
- Condado de Breckinridge (norte)
- Condado de Hardin (noreste)
- Condado de Hart (sureste)
- Condado de Edmonson (sur)
- Condado de Butler (suroeste)
- Condado de Ohio (oeste)

## Demografía
Según la Oficina del Censo en 2000, los ingresos medios por hogar en el condado eran de $27,639, y los ingresos medios por familia eran $33,080. Los hombres tenían unos ingresos medios de $27,759 frente a los $19,302 para las mujeres. La renta per cápita para el condado era de $14,759. Alrededor del 18.10% de la población estaban por debajo del umbral de pobreza.

## Localidades
- Big Clifty
- Caneyville
- Clarkson
- Leitchfield
- Pine Knob